# Resolució 787 del Consell de Seguretat de les Nacions Unides
La Resolució 787 del Consell de Seguretat de les Nacions Unides, fou adoptada el 16 de novembre de 1992. Després de reafirmar la resolució 713 (1991) i totes les resolucions posteriors sobre el tema, el Consell va convidar els partits de Bòsnia i Hercegovina a considerar la constitució de l'esborrany del projecte com a base per a negociar una solució política del conflicte al país i va imposar noves sancions internacionals a la República Federal de Iugoslàvia (Sèrbia i Montenegro).
El Consell va reafirmar que la presa de territori per la força, en particular la pràctica de la neteja ètnica, és inacceptable, i demana a totes les parts que respectin la integritat territorial de Bòsnia i Hercegovina i afirmen que no s'acceptarà qualsevol entitat declarada unilateralment o disposicions imposades en contravenció. També va condemnar totes les parts de Bòsnia i Hercegovina, en particular les forces paramilitars de serbis de Bòsnia, per la seva negativa a complir les resolucions anteriors del Consell de Seguretat. El Consell també va exigir que cessés tota interferència exterior a Bòsnia i Hercegovina, inclòs el requisit que totes les forces, en particular els elements de l'Exèrcit Croat, es retiressin, es dissolguessin o desarmessin, demanant a totes les parts que complissin els seus compromisos per posar en pràctica un cessament immediat de les hostilitats i negociar en el Grup Mixt de Treball Militar i posar fi al bloqueig de Sarajevo i altres pobles.
La resolució condemna de nou les violacions de la llei internacional, inclosa la de la neteja ètnica i l'impediment de l'ajuda humanitària, acollint amb beneplàcit la creació de la Comissió d'Experts en virtut de la resolució 780 (1992), que li va demanar que investigués activament les violacions en virtut de les Convencions de Ginebra. El Consell, en virtut del Capítol VII de la Carta de les Nacions Unides, va decidir ampliar l'abast de les sancions internacionals contra la República Federal de Iugoslàvia per aplicar-se als vaixells amb els quals tingui interès o operen des de la República Federal, que demani als estats que garanteixin que les exportacions no es desviïn al país en violació de la Resolució 757 (1992). També va demanar les mesures necessàries en virtut de les circumstàncies actuals per frenar l'enviament marítim cap a l'interior i l'exterior per tal d'inspeccionar i verificar les seves càrregues i destinacions i garantir l'aplicació estricta de resolucions anteriors. En aquest sentit, el Consell va felicitar els estats riberencs] que actuaven d'acord amb les resolucions del Consell de Seguretat.
La resolució 787 va demanar als Estats interessats que coordinessin amb el Secretari General Boutros Boutros-Ghali la facilitació del seguiment del compliment de la resolució actual, proporcionant qualsevol assistència quan sigui necessari. Pel que fa a la situació humanitària, el Consell va instar els donants i les organitzacions internacionals a contribuir als esforços de socors a l'antiga Iugoslàvia, demanant una plena cooperació amb la Força de Protecció de les Nacions Unides per assegurar el lliurament segur d'ajuda humanitària a la població afectada. També va convidar al Secretari General a que, en consulta amb l'Alt Comissionat de les Nacions Unides per als Refugiats i amb altres organismes, considerés la possibilitat de promoure "zones segures" amb finalitats humanitàries. Finalment, la resolució va valorar l'informe dels copresidents del Comitè Director de la Conferència Internacional sobre l'antiga Iugoslàvia i va demanar que s'actualitzés sobre la situació.
La resolució va ser aprovada per 13 vots contra cap, amb dues abstencions de la República Popular de la Xina i Zimbàbue. La resolució actual es va veure reforçada per la resolució 820.